# 士刁士路
士刁士路為加拿大安大略省多倫多一主要東西道路。此道路特別之處是該道路形成多倫多市北面的邊界和約克區南面的邊界，因而分開多倫多市區和郊區。士刁士路多倫多段西起約克50號區道（York Regional Road 50），及後向東伸延39公里到多倫多與毗鄰碧谷靈市邊界。進入碧谷靈市後，士刁士路連接杜咸4號區道（Durham Regional Road 4）。而在西端，士刁士路以皮爾15號區道（Peel Regional Road 15）的名義一直伸延至荷頓區北部的苗頓鎮與咸美頓市交界處。
由於此道路處於多倫多市與約克區的邊界，故由多倫多道路部門和約克區道路部門共同管理。約克區方面，則稱之為約克95號區道（York Regional Road 95），但此稱號不為大眾所熟悉，大多只作內部管理用途。
士刁士路亦為多倫多市由安大略湖向北數上的第十三條基線，向北下一條基線（即第十四條基線）是約克71號區道（14街），向南下一條基線（即第十二條基線）是芬治路（Finch Avenue）。
多倫多段，央街以東一段被稱為士刁士東路（Steeles Avenue East）。反之，央街以西一段被稱為士刁士西路（Steeles Avenue West）。兩段均有不同的道路號碼，分別以央街的東南及西南角作1號，向東或西推進，道路號碼逐漸增加。

## 命名的由來
剛建成時，此道路被命名為第十三街。於道路開發初期，士刁（J.C. Steele）於道路與央街的西北角開設綠草叢酒店（Green Bush Hotel），成為這道路的地標，故最後使用酒店東主的名稱將第十三街改為Steele's Avenue，及後演變成今日的名稱——「士刁士路」（Steeles Avenue）。

## 大多倫多地區的華埠
士刁士東路，尤其以里斯利街至萬錦道一段為當地華人聚居一帶。因此，沿着該路段不乏中文字和華人商號及商場，故有時被稱為大多倫多地區新一代的華埠（另一條街道擁有這稱號為列治文山和萬錦市的約克7號區道）。當中的華人商場包括：
- 大都會商場（Metro Square），別稱「小台北」
- 世紀廣場（Century Plaza）
- 華登中心（Warden Centre）
- 太古廣場（Pacific Mall），北美洲最大型的華人商場之一
- 城市廣場（Market Village），現有計劃改建成酒店商場Remington Square
- 錦繡中華（Splendid China Tower），目前第一期已落成，但第二期尚未完工
- 美麗徑商場（Milliken Crossing）
- 傲天置地（The Landmark），籌劃中，由香港財團置地集團興建[來源請求]

## 外界給予的評級
由於「共同管理」的協定底下，多倫多與約克區經常為道路工程和設施建設所帶來的費用而有所爭議。此舉令許多逼切要進行的道路維修工程延誤，由於未能及早修理以致部份路段日久失修，千瘡百孔。於2006年，加拿大汽車協會（Canadian Automobile Association，簡稱 CAA）將其列為安大略省「最差道路」。2006年至2009年間，維修工程因多倫多市和約克區撥款問題而遲遲未能進行，令到士刁士路於2007年被該協會列為安大略省第五「最差道路」，再於2008年被列為「最差道路」。於2009年，士刁士路更「蟬聯」再度被列為「最差道路」。根據該協會對駕車者訪問結果，士刁士路被選為「最差道路」的原因是該道路有太多壺穴（Pothole）及路面破裂情況不堪入目等，當中以德化林街至灣景路段為甚。
於2010年，作為振興經濟計劃的一部分，加拿大聯邦政府介入糾紛並提供撥款，令央街至萬錦道段得以修復。同年，加拿大汽車協會將士刁士路列為「安大略省最佳道路」。

## 公共運輸
多倫多段士刁士路的公共交通由多倫多公車局提供，其中以53線行走央街以東的士刁士路，60線行走央街以西的路段。53線亦為多倫多公車局旗下最繁忙的一公車路線之一。
約克區公車局（York Region Transit）亦有在士刁士路提供局部服務，部份路線例如3線、23線、88線、91線等都服務士刁士路部份路段。而由於士刁士路是約克區範圍的南端，很多南北向路線如8線、12線等以士刁士路作為終點站，多倫多公車局南北向路線亦然。
現階段約克區公車局巴士捷運活力巴士（Viva）的藍線和粉紅線皆於士刁士路與央街交界設置士刁士活力巴士站（Steeles Vivastation），綠線於士刁士路與愛詩尼公園徑（Esna Park Drive）交界設置愛詩尼－士刁士活力巴士站（Esna-Steeles Vivastation）。
2017年開通的央街－大學線延線亦於士刁士路近珍街附近設置先鋒村站（Pioneer Village Station）。同時，現時亦有計劃於央街向北伸延央街-大學線到列治文山市中心，屆時將改建現時的士刁士活力巴士站成為地鐵站。

## 其他沿途地標
- 約克大學（York University）